# Edificio de la Mujer

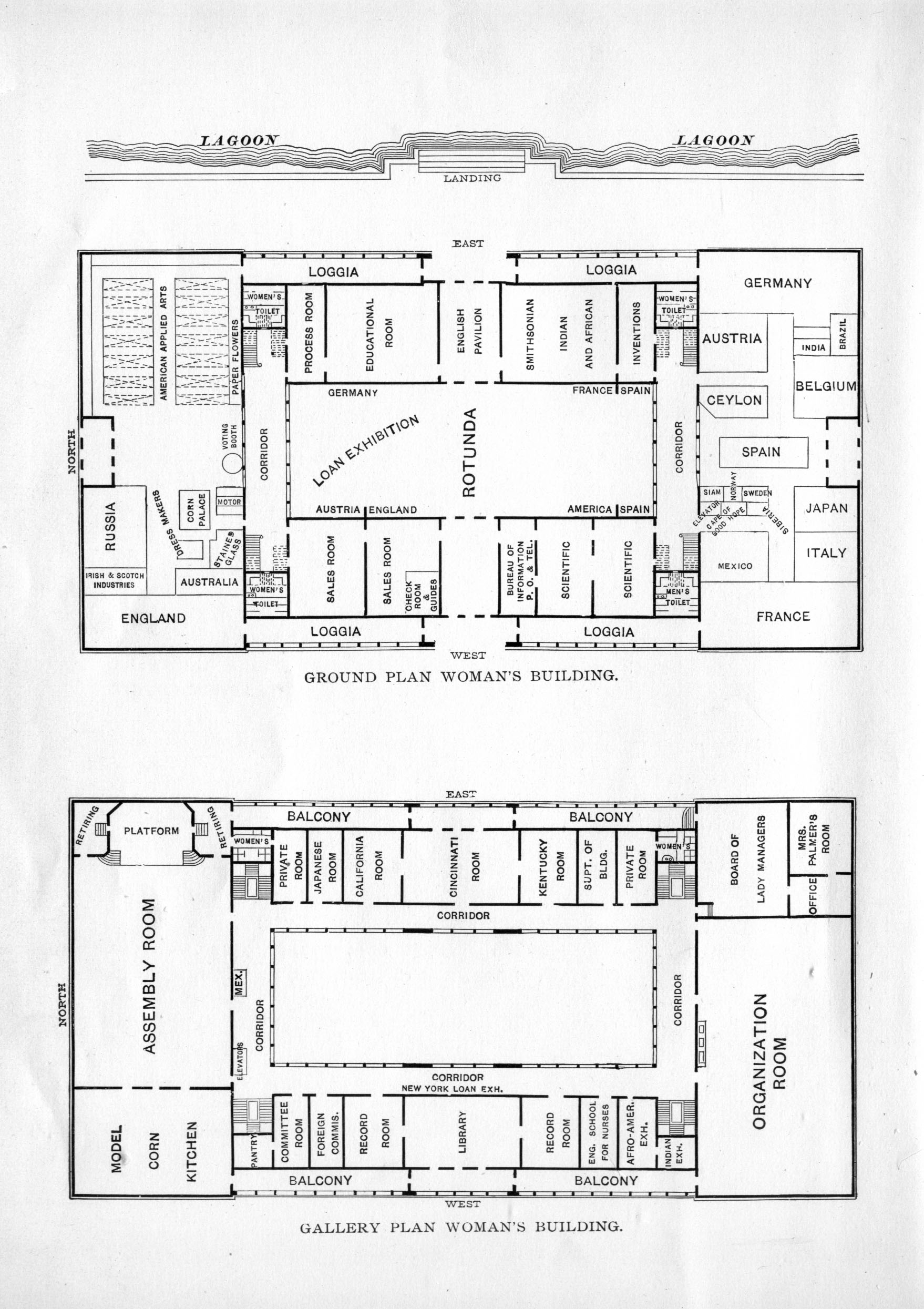

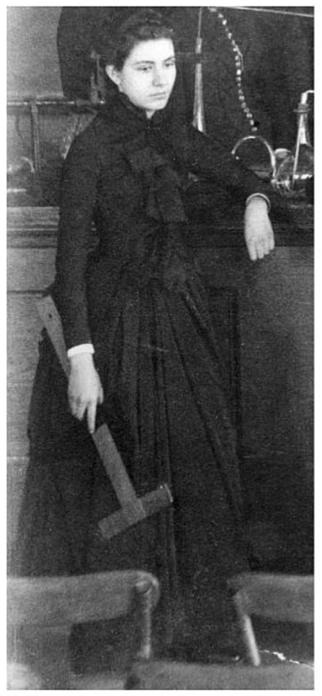
Arquitecta ganadora del concurso para la construcción del Edificio de la Mujer, reconocida por ser la primera mujer egresada del Instituto Tecnológico de Massachusetts.

El Edificio de la Mujer (en inglés: Woman’s Building), también conocido como Pabellón de la Mujer, hoy demolido, fue un pabellón de exposiciones que se realizó para la Exposición Mundial Colombina de Chicago de 1893 y cuyo objetivo era mostrar el avance de la mujer en la historia.

## Historia
Fue llevado a cabo por un comité de mujeres relevantes de la ciudad dirigido por Bertha Palmer para la Exposición Universal de Chicago que celebraba el cuarto centenario del descubrimiento del Nuevo Mundo por Cristóbal Colón. Para su realización, en 1891, se convocó un concurso donde participaron las arquitectas más reconocidas del momento. El primer puesto fue obtenido por Sophie Hayden Bennett, el segundo por Lois Howe y el tercero por Laura Hayes.
Bertha Palmer obtuvo el puesto de Presidenta de la Junta de gerentes y tuvo un papel importante en el encargo de la arquitecta Hayden Bennett. 
Hayden Bennett no quiso aceptar donaciones de objetos arquitectónicos de mujeres ricas para decorar el exterior, por lo que Palmer la despidió y contrató a Candace Wheeler para dirigir la decoración interior. También les encargó a Mary Cassat y Mary Fairchild MacMonnies dos murales y fue Palmer quien eligió el tema de los murales, que fueron "Mujer Primitiva" y "Mujer Moderna".

## Características del edificio
La propuesta vencedora se trataba de un diseño de edificio de dos pisos, blanco en estilo renacentista italiano con un gran pórtico de ingreso de columnas griegas. Tenía un espacio central de doble altura, denominado la Galería de Honor. Hayden modificó el diseño que había realizado como trabajo de graduación en el MIT y lo adaptó a los fines de la exhibición. Ella diseñó el edificio cuando tenía sólo 21 años. Recibió tan solo 1.000 dólares aunque los arquitectos varones ganaran 10.000 por edificios similares.
Durante la construcción, el proyecto original fue comprometido por los incesantes cambios exigidos por el Comité de construcción que injustamente acusaba de incapacidad de la mujer para supervisar la construcción, aunque muchos arquitectos simpatizaron con la posición de Hayden y la defendieron. Fue el primer edificio de toda la feria en ser finalizado  El edificio fue demolido después de la finalización de la exposición.
El pabellón estaba dividido en diferentes espacios utilizados para exponer el trabajo de las mujeres en diversos países (aportado por éstos a través de un comité organizador que se creó en Chicago y que delegó en los países que querían participar -que a su vez crearon comités nacionales para ello-, la presentación del material que mostraría el trabajo de las mujeres en sus respectivos países). Los ámbitos que abarcaba este trabajo iban desde la moda hasta la medicina, mostrando los logros de la mujer en las artes y las ciencias.
En España fue la reina regente quien creó la Junta de Señoras responsable de la delegación, nombrándose vicepresidenta a la condesa de Superunda, Isabel María Cristina Queipo de Llano y Gayoso de los Cobos (1836-1899). El cargo de secretaria recayó en Carmen Avial, casada con Manuel de Eguilior y Llaguno. Como vocales estaban entre otras la duquesa de Bailén, la duquesa de Tarifa o las escritoras Emilia Pardo Bazán y Faustina Sáez de Melgar.

## Exhibiciones en el Edificio de la Mujer

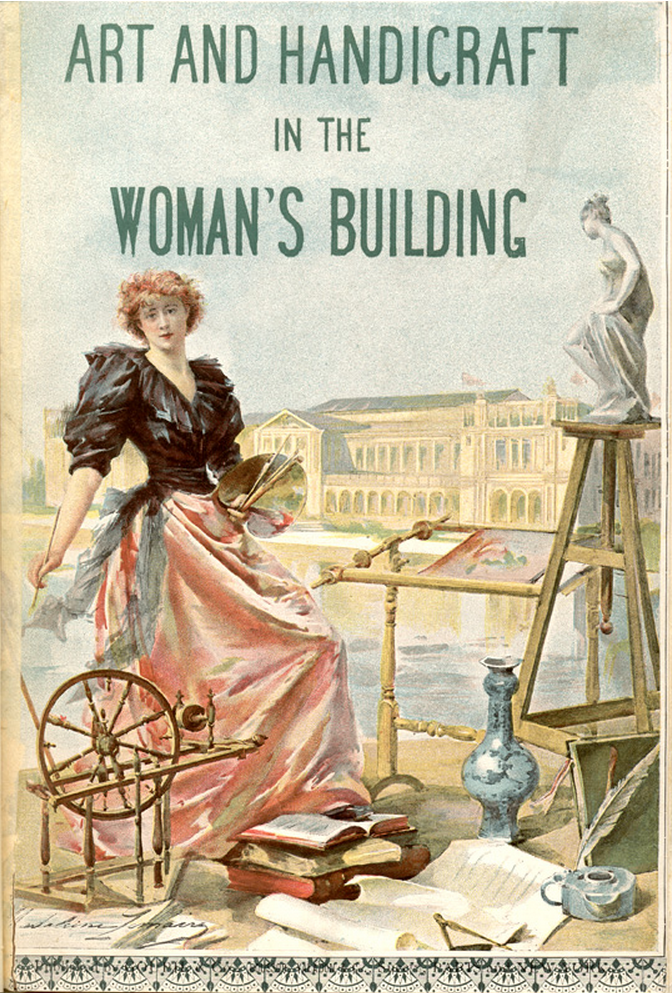
Madeleine Lemaire, Póster del Edificio de la Mujer

Candace Wheeler, a cargo del comité planificador del departamento de artes aplicadas tomó la decisión de incluir en las exposiciones tanto las bellas artes como la artesanía. El edificio estaba ornamentado por la artista de San Francisco Alice Rideout y en los interiores había esténciles de Amy Hicks. Contaba con murales de Mary Cassatt, Mary Fairchild MacMonnies y Amanda Brewster Sewell.

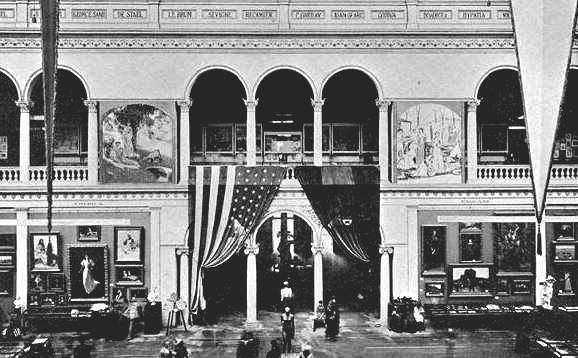
Amanda Brewster Sewell, Murales en el Edificio de la Mujer

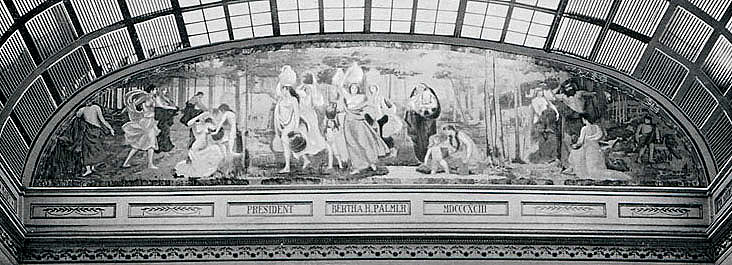
Mary Fairchild MacMonnies, Mural dedicado a la "Mujer Primitiva"

El tema asignado a Mary Cassatt para su mural fue "Mujer Moderna". En el otro extremo de la Galería de Honor estaba el de Mary Fairchild MacMonnies dedicado a la "Mujer Primitiva". Ambos murales se perdieron con la demolición del edificio.
Entre las artistas presentes en la exposición se encontraban Annie Louise Swynnerton, Anna Lownes, Rosa Schweninger entre otras.
La compositora Amy Cheney Beach fue encargada por la comisión organizadora de la feria para componer una obra coral (Festival Jubilate, op. 17) para la apertura. Ethel Smyth, autora de la marcha de las sufragistas, también compuso una pieza para la inauguración.
Estuvo presente la inventora Mary Florence Potts mostrando las mejoras que había diseñado para las planchas de ropa.
Los trabajos de las arquitectas Lois Lilley Howe, Minerva Parker Nichols, Anna Cobb y Clotilde Brewster fueron exhibidos en el edificio.
Junto a las obras de arte, a las artesanías y a los inventos, se presentaban gráficos de estadísticas que cuantificaban el progreso de las mujeres en el mundo laboral y artístico de más de cuarenta países.
El afiche de la exhibición fue diseñado por la pintora francesa Madeleine Lemaire.